# Ertangxiang (ort i Kina, Jiangxi Sheng, lat 28,55, long 116,47)
Ertangxiang är en ort i Kina. Den ligger i provinsen Jiangxi, i den sydöstra delen av landet, omkring 59 kilometer öster om provinshuvudstaden Nanchang. Antalet invånare är 12 647. Befolkningen består av 6 073 kvinnor och 6 574 män. Barn under 15 år utgör 24,0 %, vuxna 15-64 år 67 %, och äldre över 65 år 8,0 %.
Runt Ertangxiang är det tätbefolkat, med 297 invånare per kvadratkilometer. Närmaste större samhälle är Fenggang, 12,9 km öster om Ertangxiang. Trakten runt Ertangxiang består till största delen av jordbruksmark.
Genomsnittlig årsnederbörd är 2 491 millimeter. Den regnigaste månaden är juni, med i genomsnitt 454 mm nederbörd, och den torraste är oktober, med 26 mm nederbörd.